# Tartessops huonensis
Tartessops huonensis är en insektsart som beskrevs av Evans 1981. Tartessops huonensis ingår i släktet Tartessops och familjen dvärgstritar. Inga underarter finns listade i Catalogue of Life.